# Petersplatz (Basel)

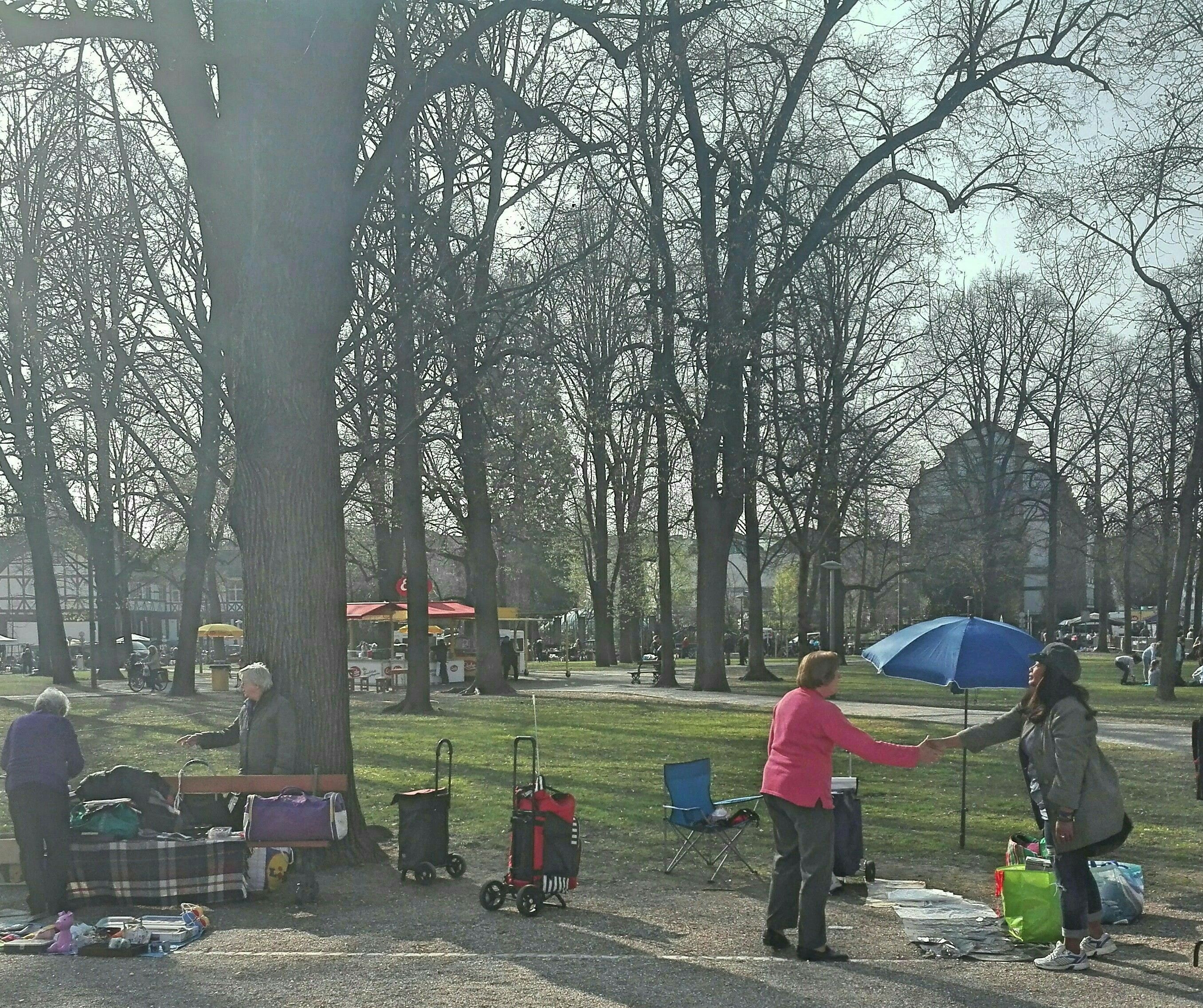
Samstags findet auf dem Petersplatz der traditionelle Flohmarkt statt

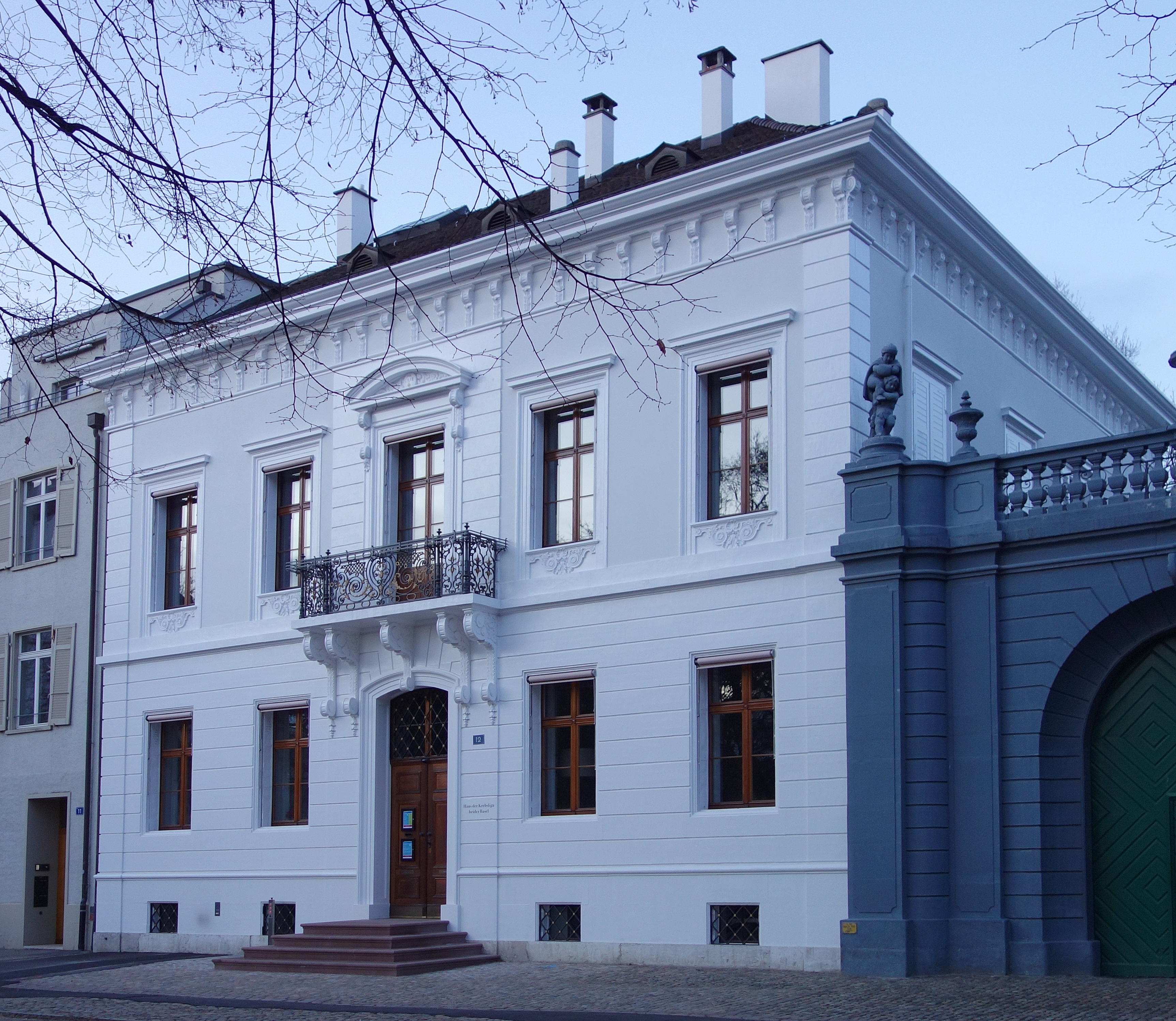
Villa am Petersplatz

Der Petersplatz befindet sich in der Schweizer Stadt Basel. Auf dem Petersplatz finden regelmässig Märkte, u. a. ein wöchentlicher Flohmarkt, statt. An der Basler Herbstmesse ist er einer der viel frequentierten Plätze. Am Petersplatz befindet sich das Kollegiengebäude der Universität Basel.

## Geschichte
Der Platz wurde im Jahr 1277 von den Chorherren zu St. Peter als Baumgarten vor der damaligen Stadtmauer angelegt. Hier standen Linden, Eichen und Ulmen und die Äste der Laubbäume wurden in die Breite gezogen, damit sie im Sommer reichlich Schatten spendeten.
Im Jahr 1286 wurde der Platz (Blazze) als Teil des Stadtgebietes anerkannt und diente als eine Art öffentlicher Park und Sportplatz. Nach dem Basler Erdbeben 1356 diente der Petersplatz eine Zeit lang als Marktplatz und wurde damit sehr früh zum öffentlichen Platz. Es fanden neben vergnüglichen Treiben auch militärische Übungen und Waffeninspektionen statt, sowie Spiele und Wettkämpfe, zu denen die Bevölkerung in grosser Zahl zusammentraf. Um dieses Geviert entstanden mit der Zeit verschiedene Gebäude, wie das Stachelschützenhaus mit ebenerdiger Armbrustschiesshalle im 14. Jahrhundert, sowie das Korn- und Zeughaus. Daneben wurde der Platz immer weiter ausgestaltet und erhielt 1779 an der Nordostecke einen Brunnen.

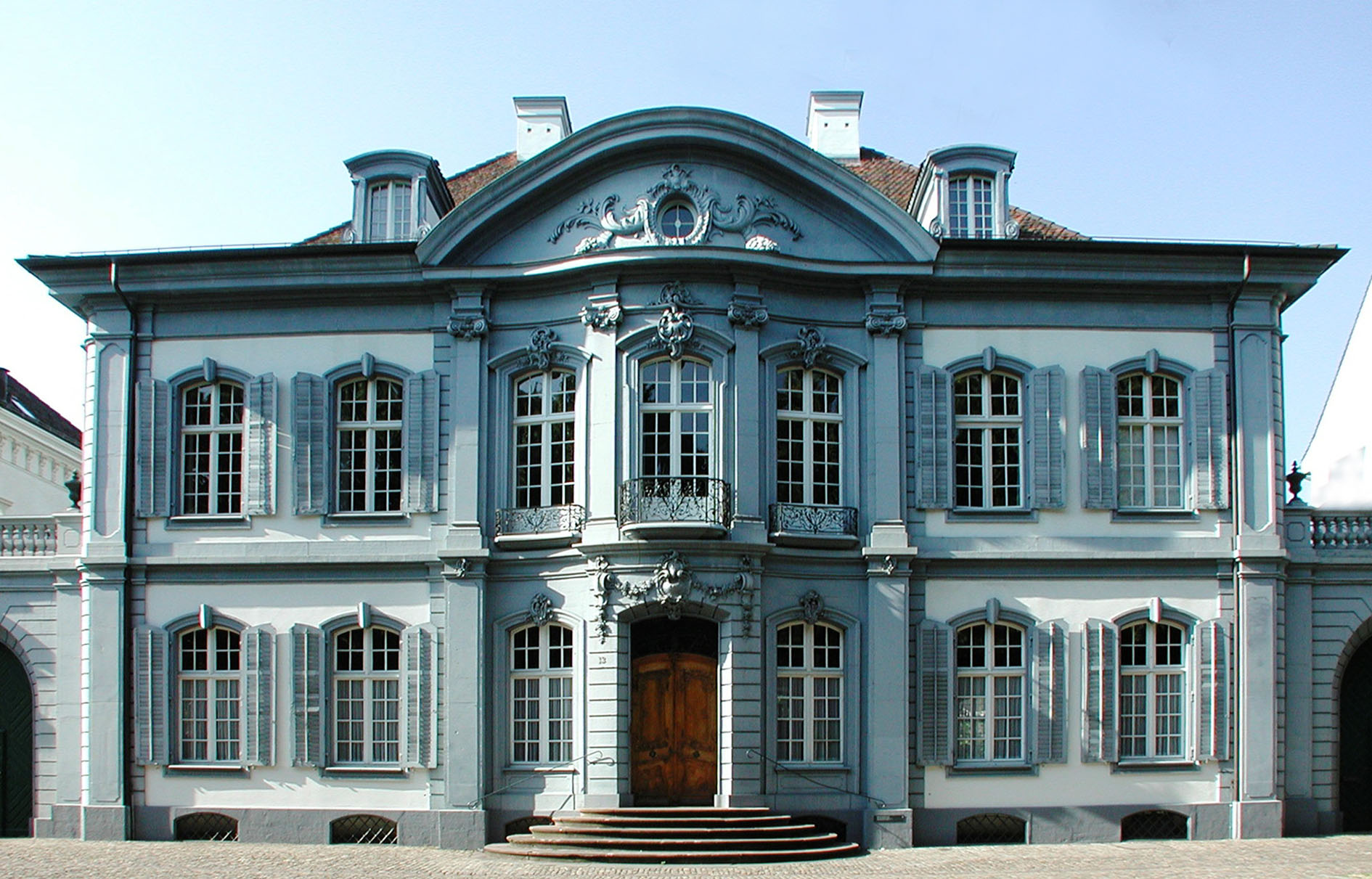
Wildt’sches Haus am Petersplatz

Im Jahr 1788 liess der Artilleriekommandant Wilhelm Haas den Platz neu gestalten und 1863 erhielt der Brunnen in der Südwestecke ein Standbild eines Stachelschützen, gestaltet von Heinrich Rudolf Meili.
Im 18. und 19. Jahrhundert veränderte sich das Gesicht des um den Park liegenden Gebietes, so wurden verschiedene Gebäude abgebrochen und durch vornehmere Gebäude ersetzt. Es wurden der Markgräfische Hof, der einzige fürstliche Barockpalast der Schweiz, welcher von 1698 bis 1705 als Ausweichresidenz für Friedrich Magnus von Baden-Durlach diente, der Holsteinerhof und das Wildt’sche Haus von Johann Jacob Fechter gebaut. Anstelle des Gottesackers entstand der alte Botanische Garten der Universität Basel.